# 이선희 (야구인)
이선희(李善熙, 1955년 2월 14일 ~ )는 전 KBO 리그 삼성 라이온즈와 MBC 청룡의 투수로 경운중학교와 경북고를 졸업하고 1982년 한국프로야구 출범에 따라 원년 선수로 활동하였으며 2022년 경주고등학교 야구부 감독을 맡았고 한때 중앙대 경희대 진학설 뿐 아니라 기업은행 입단설이 있었지만 그 당시에는 한 명의 유능한 선수가 실업팀에 가게 되면 한 명이 묶어서 따라 갈 수 있는 시절이었던 터라 신의를 지키기 위해 농협으로 급선회했다.
한편, 고등학교 2학년 때까지 투수 겸 1루수로 활동했다가 3학년 때부터 투수로 전향했다.

## 기록
만루홈런을 맞아 역전을 당한 적이 있지만 첫 해 3완봉/4완투(75%)로 2완봉 이상/2완투 이상 비율 1위에 올랐으며 이 기록은 1989년 1990년 선동열(6완봉/8완투)(75%)에 의해 타이(1993년 이전까지)가 됐다.
한편, 1982년 4월 21일 MBC전 완봉승(12-0)으로 역대 1호 두자릿수 점수차 완봉승 투수가 됐지만 그 이후 이길환(83년 6월 1일 VS 삼미전)(15-0) 김태원 (92년 8월 26일 VS 삼성전 더블헤더 2차전)(15-0) 김상엽 (93년 4월 10일 VS 쌍방울전)(17-0)에 의해 개인 최다점수차 완봉승 기록이 갱신됐다.

## 출신 학교
- 대구명덕초등학교
- 경북중학교
- 경북고등학교

## 선수 생활
아마추어 시절이었던 1970년대 중·후반에 국가대표팀으로 다수 선발되었는데, 특히 일본과의 대결에 강해서 "일본 킬러"라는 수식어가 주로 붙었다. 국제 경기에서 일본 팀을 만날 때 유독 강했던 구대성, 봉중근 등 좌완 투수의 원조 격이라 할 수 있다.

KBO 리그가 출범한 이후에는 원년 15승(11선발승)을 거두었으나 두 가지의 특별한 장면 때문에 "비운의 투수"라는 수식어가 추가되었는데, 1982 시즌이 개막하여 처음으로 벌어진 MBC 청룡과의 경기에서 연장 10회 말 이종도에게, 소속 팀인 삼성 라이온즈가 후기리그 우승을 확정짓고 앞서 전기리그 우승으로 먼저 진출한 OB 베어스와 맞붙은 그 해 한국시리즈 6차전에서 9회초 김유동에게 결정적인 만루 홈런을 맞은 흔치 않은 일을 겪었다. 공교롭게도 한 시즌의 첫 경기와 마지막 경기에, 사실상 경기의 흐름을 결정짓는 홈런을 만루 상황에서 같은 투수가 맞았다는 사실 때문에 이같은 수식어가 붙었다.

하지만, 선수층이 옅은 현실에서 무리한 투구를 한 탓인지 원년 이외 시즌에는 부진했다. 1985 시즌을 앞두고 외야수 이해창을 상대로 MBC 청룡에 트레이드되었으며, 1987 시즌 후 은퇴했고  삼성에서의 마지막 시즌이었던 1984년 김영덕 감독으로부터 다음 해에 코치로 기용하겠다는 제의를 받은 뒤 한국시리즈 명단에서 빠졌으나 앞서 본 것처럼 1985년 시즌을 앞둔 상황에서 이해창과의 맞트레이드를 통해 MBC로 이적하여 1987년까지 선수생활을 했다.

## 통산기록
| 년도 | 팀    | 평균자책점 | 경기 | 완투 | 완봉 | 승 | 패 | 세 | 홀 | 승률  | 타자 | 이닝    | 피안타 | 피홈런 | 볼넷 | 사구 | 탈삼진 | 실점 | 자책점 |
| ---- | ----- | ---------- | ---- | ---- | ---- | -- | -- | -- | -- | ----- | ---- | ------- | ------ | ------ | ---- | ---- | ------ | ---- | ------ |
| 1982 | 삼성  | 2.91       | 38   | 4    | 3    | 15 | 7  | 1  | 0  | 0.682 | 698  | 167     | 152    | 11     | 73   | 9    | 73     | 67   | 54     |
| 1983 | 삼성  | 3.76       | 29   | 3    | 1    | 5  | 13 | 0  | 0  | 0.278 | 548  | 127     | 122    | 17     | 59   | 7    | 56     | 66   | 53     |
| 1984 | 삼성  | 4.53       | 17   | 0    | 0    | 2  | 4  | 0  | 0  | 0.333 | 225  | 51 2/3  | 58     | 6      | 23   | 3    | 23     | 31   | 26     |
| 1985 | MBC   | 2.28       | 28   | 4    | 1    | 5  | 7  | 2  | 0  | 0.417 | 569  | 138     | 111    | 5      | 55   | 4    | 49     | 44   | 35     |
| 1986 | MBC   | 5.09       | 7    | 0    | 0    | 0  | 2  | 0  | 0  | 0.000 | 78   | 17 2/3  | 25     | 2      | 3    | 1    | 12     | 12   | 10     |
| 1987 | MBC   | 5.40       | 14   | 0    | 0    | 1  | 3  | 0  | 0  | 0.250 | 175  | 38 1/3  | 38     | 1      | 23   | 7    | 21     | 23   | 23     |
| 통산 | 6시즌 | 3.35       | 133  | 11   | 5    | 28 | 36 | 3  | 0  | 0.438 | 2293 | 539 2/3 | 506    | 42     | 236  | 31   | 234    | 243  | 201    |